# 56-а ракетна бригада
56-а ракетна бригада е бивше съединение от Сухопътните войски на Българската армия.

## Въоръжение
Бригадата е била въоръжена с оперативно-тактически ракетни комплекси „Скъд“: „Скъд 8К11“ (SS-1b „Scud A“) и „Скъд 9К72 Эльбрус“ (SS-1c „Scud B“ – 8К14).

## Командири
Званията са към датата на заемане на длъжността:
- полковник Добри Караджов (24 декември 1961 – 31 август 1965)
- полковник Марин Мермерски (15 ноември 1965 – 29 август 1969)
- полковник Иван Стоев (1969 – 1973)
- полковник Петър Салтиров (9 октомври 1973 – 14 октомври 1982)
- полковник Съби Събев (1982 – 1984)
- полковник Петър Василевски (1984 – ?)
- полковник Борис Цветков (1985 – 1988), временно изпълняващ длъжността

## Началници на щаба
- полковник Петър Салтиров (26 септември 1970 – 8 октомври 1973)